# یواس‌اس اسپرینگر (اس‌اس-۴۱۴)
یواس‌اس اسپرینگر (اس‌اس-۴۱۴) (به انگلیسی: USS Springer (SS-414)) یک زیردریایی بود که طول آن ۳۱۱ فوت ۱۰ اینچ (۹۵٫۰۵ متر) بود. این زیردریایی در سال ۱۹۴۴ ساخته شد.